# Korláthelmec
Korláthelmec (1899-ig Putka-Helmecz, ukránul: Холмець [Holmec], szlovákul: Helmec, ruszinul: Chlumec) falu Ukrajnában, Kárpátalján, az Ungvári járásban.

## Fekvése
Ungvártól 14 km-re délkeletre fekszik.

## Története
A 14. század elején települt. Első írásos említése 1313-ból származik „Helmech” néven.
A 14. században a Helmeczy család birtoka volt. A birtokot a 15. században a Korláth család szerezte meg. A 16. század közepén az összeírások két falut is említettek, először Kis- és Nagyhelmec néven, később a személynévi eredetű Korlát- (a birtokosokról) és Hupka- előtagokkal. A két falu idővel egybeépült „Putkahelmec” néven.
Már a 13. században is volt temploma, melyet a 17. században a reformátusok kaptak meg. A helybéliek igen korán elfogadták a kálvini tanokat. A krónikák tanúsága szerint a gyülekezet 1618-ban már anyaegyház, nincsenek filiái. 
A 18. század végén Vályi András így ír róla: „HELMECZ. Magyar falu Ungvár Várm. földes Urai több Urak, lakosai katolikusok, és reformátusok, fekszik Ungvárhoz más fél mértföldnyire, Kis Rátnak filiája, határja jó, réttye elég, fája, legelője elég van.”
A régi templomot a hívek 1799-ben lebontották. 1801-ben a gyülekezet hozzákezdett az új templom építéséhez, melyet 1806-ban fejeztek be. 
Fényes Elek 1851-ben kiadott geográfiai szótárában így ír a faluról: „Korlát-Helmecz és Putka-Helmecz, magyar-orosz falu, Ungh vmegyében, ut. p. Unghvárhoz délre 1 3/4 mfdnyire: 100 római, 132 gr. kath., 418 ref., 30 zsidó lak. Ref. anyaekklézsia. Szőlőhegy. Erdő. F. u. többen.”
A Korláthelmec nevet az 1904-es helységnévrendezés során kapta. A trianoni béke előtt Ung vármegye Szerednyei járásához tartozott. Ekkor Csehszlovákiához csatolták. 1938–44 között visszakerült Magyarországhoz.
1945-ben Szovjetunióhoz csatolták a települést. A település földművesei a szovjet érában a környező falvakban élő sorstársaikkal együtt a helyi állami gazdaságban dolgoztak. A szovhoz fő profilja akkoriban az állattenyésztés, a szőlő- és a takarmánytermesztés volt. A helmeciek túlnyomó része már ezekben az évtizedekben is Ungvár ipari üzemeiben vállalt munkát.
Római katolikus egyháza 1989-ben alakult újjá, ekkor az igen rossz állapotban levő templomot teljesen felújították. A településen jelentős számban élnek görögkatolikus és pravoszláv hívek is. Mindkét gyülekezetnek példásan rendben tartott temploma van. A falu népe 1989 áprilisában a temetőkertben emlékművel állított a II. világháborúban odahaltaknak, és a sztálini lágerekben elpusztultaknak.
1991 óta Ukrajnához tartozik. Az Ukrajna függetlenné válásával egy időben jelentkező gazdasági válság miatt igen sokan veszítették el városi munkahelyüket. Egy részük hazajött gazdálkodni, túlnyomó többségük azonban a határ túloldalán – Magyarországon, Szlovákiában – próbált szerencsét. Jó néhányan még ma is ott dolgoznak. A településre 2005-ben jutott el a földgáz, ennek nyomán sok otthont építettek újjá.

## Népesség
1910-ben 882 lakosából 861 magyar és 21 ruszin anyanyelvű volt; vallását tekintve pedig 158 római katolikus, 357 görögkatolikus, 284 református és 83 izraelita.
| 1910 | 882 |
| 2001 | 901 |

A népesség anyanyelv szerinti megoszlása a teljes népesség %-ában (2001)

## Gazdaság
2000 tavaszán felszámolták a közös gazdaságot, a földet négy hektárjával szétosztották a tagok és a kolhoznyugdíjasok között. Ez teremtette meg a családi gazdaságok alapját. A korláthelmeci határban két farmer tevékenykedik 15-15 hektáron. Az itteni gazdák főként szemes terményt termesztenek, jószágot tartanak, néhányan közülük az utóbbi években szőlőt, gyümölcsöst telepítettek. Az itteni hegyen ugyanis a régebbi időkben finom gyümölcs és jóízű szőlő termett.
Az utóbbi években egyre több ungvári ipari és szolgáltató vállalatnál indult újra a termelés, így a helyiek közül ismét sokan járnak a városba dolgozni.
A helyi magyar tannyelvű elemi iskolának jelenleg csupán 8 tanulója van. A településen az utóbbi években 2 új vegyesbolt is nyílt, egyikük kávézóként is működik. Felcserközpontja, klubja, postája helyben. A helyi vállalkozók névsorában egy asztalos, egy gépkocsiszerelő és egy sírkőkészítő mester neve szerepel.

## Közlekedés
A megyeszékhely innét bő negyedórás autóút során érhető el. A településről 40 percnyi autóút után érjük el Kárpátalja második legnagyobb városát, a 80 ezer lelkes Munkácsot.

## Nevezetességek
- Református temploma. Új református templomát 1803 és 1806 között építették klasszicista stílusban. Ma az épület műemlék.

- Már csak jobbára az elhanyagolt pincék emlékeztetnek a hegyen kialakított egykor igen hangulatos pincesorra. A 20. század harmincas éveiben itt a szőlősgazdák présházai álltak.
- Meleg nyári napokon a helybéliek az Oroszkomoróc mellett levő víztározók partján keresnek felüdülést. Itt az egyik tavat halakkal telepítették be, a másik a fürdőzőké. A folyami horgászat kedvelői az innét 7-8 km-re levő Latorcára járnak. A község délnyugati határában húzódó Kiserdőt nyár elejétől, a gombaszezon beindulásától kezdve igen sokan keresik fel. Kisebb hegyi túrára, kirándulásra alkalmas a község mögött emelkedő hegy. Télen az egyik domboldal kiválóan alkalmas a szánkózásra és síelésre.